# Обиц, Габор
Габор Обиц (венг. Obitz Gábor, 18 января 1899, Будапешт — 20 марта 1953, Будапешт) — венгерский футболист, игравший на позиции полузащитника, по завершении карьеры игрока — футбольный тренер. Выступал, в частности, за клуб «Ференцварош», а также национальную сборную Венгрии. Двукратный чемпион Венгрии и трёхкратный обладатель Кубка Венгрии. Участник Олимпийских игр 1924 года.

## Клубная карьера
В 1920 году присоединился к составу команды «Ференцварош», где сразу сумел закрепиться в основном составе и вызывался в национальную сборную. В 1922 году выиграл с клубом Кубок Венгрии и серебряные медали чемпионата.
В 1922 году Обитц перебрался в команду «Маккаби» (Брно), в составе которой выступал до 1925 года. Такой переход не был чем-то необычным для венгерских игроков того времени. Клуб «Маккаби» (Брно) был создан в 1919 году и был среди числа так называемых еврейских спортивных клубов, которых в это время существовало сразу несколько в центральной Европе, например, в Венгрии таким был ВАК, а в Австрии «Хакоах». «Маккаби» отличался от названных клубов тем, что не выступал в местном чемпионате, а проводил международные турне по Европе. Клуб на этом зарабатывал хорошие деньги, благодаря чему платил высокие зарплаты своим игрокам. Основу «Маккаби» составляли футболисты из Венгрии, как евреи, так и христиане. В 1924 году Обитц вместе Ференцем Хирзером и несколькими другими игроками был вынужден покинуть «Маккаби» после запрета от чехословацкой федерации футбола заявлять в состав клуба не евреев.
После ухода из «Маккаби» присоединился к немецкой команде «Гольштайн», с которой в сезоне 1925/26 годов стал победителем Северной лиги, а в общенациональном плей-офф добрался до полуфинала, уступив только будущему чемпиону — клубу «Фюрт». Немцы высоко оценили игру Габора и предлагали ему принять немецкое гражданство, чтобы иметь право выступать за сборную, но футболист отказался.
Проведя два года в Германии, Обитц вернулся в «Ференцварош», в Венгрии как раз начал проводиться профессиональный чемпионат. Габор сразу закрепился в основе, играя в линии полузащиты вместе с такими футболистами как Мартон Букови и Карой Фурманн. Дважды подряд «Ференцварош» делал «дубль», побеждая в чемпионате и кубке страны. В 1928 году команда также выиграла Кубок Митропы, но Обитц не сыграл ни в одном матче того турнира, поэтому лишь формально может считаться его победителем. С мая 1928 года по январь 1929 года он не сыграл за «Ференцварош» ни одного матча, скорее всего, из-за травмы. В Кубке Митропы Обитц сыграл лишь один матч в 1930 году против пражской «Славии».
В 1929 году «Ференцварош» отправился в турне по Южной Америке. В течение июля-августа 1929 года клуб провел 14 матчей (Габор сыграл в 10 из них) против клубных команд и национальных сборных Бразилии, Уругвая и Аргентины, одержав 6 побед при 6 поражениях и 2 ничьих. Наиболее славной для «Ференцвароша» стала победа со счетом 3:2 над действующими двукратными олимпийскими чемпионами и будущими чемпионами мира — сборной Уругвая (правда, через неделю уругвайцы взяли уверенный реванш — 0:3).
Всего в 1920—1922 и 1926—1931 годах Габор Обітц отыграл в составе «Ференцвароша» 267 матчей, в которых забил 10 мячей. Среди них 114 матчей и 2 мяча в чемпионате и 12 матчей и 1 гол в кубке Венгрии (из них 3 игры в финалах).
В 1931—1932 годах Обитц играл и тренировал румынский клуб АМЕФ Арад.

## Выступления за сборную
В 1921 году дебютировал в официальных матчах в составе национальной сборной Венгрии в матче против сборной Швеции. Выступая за рубежом, в сборную не вызывался. Исключением стали выступления на Олимпийских играх в 1924 во Франции. Сборная Венгрии в первом раунде победила сборную Польши со счетом 5:0, а во втором команда неожиданно уступила сборной Египта со счетом 0:3.
После возвращения на родину, Обитц играл в сборной до 1930 года. На протяжении карьеры провел в форме главной команды страны 15 матчей.
Также сыграл три матча за сборную Будапешта и пять неофициальных матчей за сборную, в частности матчи за команду венгерских профессионалов.

## Тренерская карьера
Начал тренировать в румынском клубе АМЕФ Арад, ещё продолжая играть на поле. В 1932—1934 годах возглавлял сборную Турции, с которой не провел ни одного официального матча. Работал с командами «Любляна» и «Унгвар». В 1939 году тренировал сборную Финляндии.
Последним местом работы Обитца был венгерский клуб «Зуглои».
В 1953 году скончался после продолжительной болезни.

## Титулы и достижения
- Чемпион Венгрии: 1926-27, 1927-28
- Серебряный призёр Чемпионата Венгрии: 1921-22, 1928-29, 1929-30
- Бронзовый призёр Чемпионата Венгрии: 1920-21, 1930-31
- Обладатель Кубка Венгрии: 1922, 1927, 1928
- Полуфиналист Чемпионата Германии: 1926
- Победитель Северной лиги Германии: 1926
- Обладатель Кубка Митропы: 1928
- Участник Олимпийских игр 1924

## Ссылка
- Профиль на magyarfutball.hu  (венг.),  (англ.)
- Матчи за сборную  (англ.),  (рус.)
- Статистика выступлений в чемпионате Венгрии  (венг.)
- Профиль на mla.hu  (венг.)
- Статья на сайте «Ференцвароша»  (венг.)